# Xavier Batalla i Garcia
Xavier Batalla i Garcia (Barcelona, 1948 – 2012) fou un periodista català, corresponsal diplomàtic de La Vanguardia.

## Biografia
Nascut a Barcelona el 1948, estudià a l'Escola de Periodisme de l'Església de Barcelona i es llicencià en filosofia. Xavier Batalla va entrar a formar part d'El Correo Catalán l'any 1972. Després d'una època al Diari de Barcelona, l'any 1982 va participar activament en el llançament de l'edició barcelonina d'El País, publicació de la qual va ser sotsdirector.
A La Vanguardia va unir-se l'any 1986, quan va acceptar la corresponsalia a Londres. Posteriorment, va assumir el càrrec de corresponsal diplomàtic del diari on, a part de cobrir una gran quantitat d'esdeveniments internacionals, escrivia setmanalment la secció «Nova Agenda». Va cobrir les eleccions estatunidenques, els conflictes a l'Orient Mitjà, la caiguda del bloc comunista de l'Europa de l'Est, o la transició a la democràcia de Sud-àfrica. En la seva etapa professional al diari del Grup Godó, també va ser director adjunt de la Vanguardia Dossier. El periodista va mantenir el lligam amb la capçalera catalana fins només uns mesos abans de la seva mort, el 13 de desembre del 2012.
Xavier Batalla va ser professor de periodisme de la Universitat Autònoma de Barcelona. El 1992, Batalla va ser uns dels membres de la comissió assessora encarregada d'elaborar el primer pla d'estudis de la llicenciatura de segon cicle en Periodisme de la Universitat Pompeu Fabra (UPF), i el mateix any va incorporar-se al Departament de Comunicació de la UPF, on va impartir l'assignatura de Periodisme Internacional. Paral·lelament, va ser president del patronat de la Fundació Centre Internacional de Premsa de Barcelona, soci de la Societat Catalana de Comunicació i del membre del consell científic del Real Institut Elcano.
El 2001 va ser guardonat amb el Premi Ciutat de Barcelona de Periodisme per la sèrie d'articles Diario del Conflicto publicats a La Vanguardia durant la guerra de l'Afganistan, que posteriorment es van recopilar en l'obra Afganistán. La guerra del siglo XXI. El 2009 va rebre la medalla al treball President Macià «perquè s'ha convertit en un referent del periodisme internacional apropant els moments destacables en el desenvolupament de la història del món de manera objectiva i entenedora als lectors». El 2012 va ser distingit amb el reconeixement a l'Ofici de Periodista, atorgat pel Col·legi de Periodistes de Catalunya.
Xavier Batalla morí el 13 de desembre de 2012 a Barcelona a l'edat de 64 anys víctima d'un càncer. El 2015 es presentà el seu llibre pòstum El mundo es una idea, que recull articles que l'autor va escriure regularment a La Vanguardia.

## Obra publicada
- Petróleo. Don Bosco. Barcelona, 1974.
- Libro del Año. Salvat. Barcelona. Anys : 1975, 1976, 1977, 1978, 1979, 1980, 1981, 1982, 1983, 1984, 1985, 1986 i 1994 (amb altres autors).
- Apartheid. Omnibus. Barcelona, 1981.
- Crisis de las embajadas. Omnibus. Barcelona, 1981.
- Pròleg de l'edició espanyola de Goodbye Gutenberg, d'Anthony Smith. Gustavo Gili. Barcelona, 1983.
- El proceso electoral norteamericano. Difusora Internacional. Barcelona, 1984.
- Ulster. Difusora Internacional. Barcelona, 1987.
- El proceso de paz en el Ulster. Planeta. Barcelona, 1998.
- Afganistán. La guerra del siglo XXI. DeBolsillo. Barcelona, 2002. Premi Ciutat de Barcelona de Periodisme 2001.
- ¿Por qué Iraq?. DeBolsillo. Barcelona, 2002.

## Premis i reconeixements
- 2002 — Premi Ciutat de Barcelona
- 2009 — Medalla al treball President Macià
- 2012 — Ofici de Periodista